# Westerheim (Baden-Württemberg)
Westerheim è un comune tedesco di 2 848 abitanti, situato nel land del Baden-Württemberg.